# Talteüll
|  | Per a altres significats, vegeu «Talteüll (desambiguació)». |

Talteüll ([təltə'uʎ] o [təwtə'uʎ], en francès Tautavel) és un poble, cap de la comuna del mateix nom, de 878 habitants el 2013, de la comarca del Rosselló, a la Catalunya Nord. Dins del terme comunal hi ha la Cauna o cova de l'Aragó, on s'han trobat restes prehistòriques de l'anomenat home de Talteüll, de 450.000 anys d'antiguitat.

## Etimologia
Joan Coromines explica l'origen del topònim Talteüll a partir de la frase, proferida pel senyor del lloc, referint-se al seu castell Tal te vull (Així és com vull que siguis i et mantinguis meu, incloent-hi la idea que no sigui de cap altre senyor).

## Geografia

Situació de la comuna de Talteüll en el Rosselló

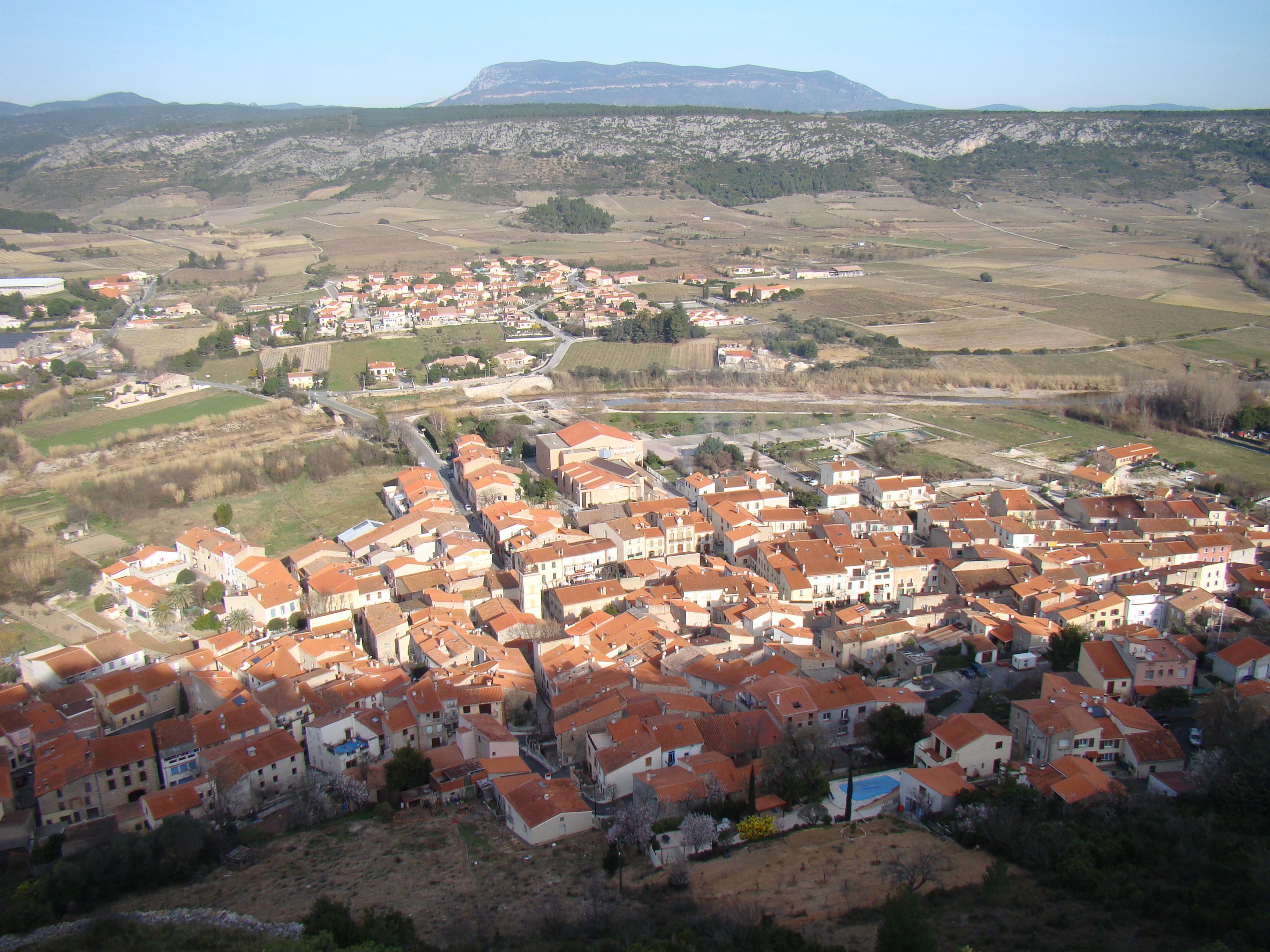
Talteüll, des del castell

El terme de Talteüll, de 5347 hectàrees d'extensió (el quart en territori del Rosselló), és situat a l'extrem nord-oest de la subcomarca de les Corberes catalanes, al límit nord de la Catalunya Nord i dels Països Catalans, ran de la Fenolleda i del Perapertusès.
Aquest terme comprèn bàsicament la vall del Verdoble, a més del vessant nord de la de la Ribera de Maurí, emmarcada al sud-est per la Serra de Talteüll. La zona central és bastant plana, però el terme té també importants zones muntanyoses.
Termes municipals limítrofs:
| Cucunhan Occitània / Padern Occitània | Pasiòls Occitània | Vingrau          |
| Maurí Occitània                       |                   | Espirà de l'Aglí |
|                                       | Estagell          | Cases de Pena    |

### El poble
Talteüll és situat a l'esquerra del Verdoble, en un lloc on el riu fa una inflexió cap a ponent que deixa un bon espai a la plana, on es va formar el poble. Aquest formà el nucli vell al voltant de l'església parroquial de Sant Genís i del seu cementiri, tot i que no es tracta d'una cellera per la modernitat de la formació del mateix poble, al segle xiii (el poble vell era dalt la serra, a prop del castell, on queden alguns vestigis d'aquell poble antic).
El poble s'allargassà seguint les carreteres que en surten (cap a Vingrau, al nord-est, cap a Cases de Pena, al sud-oest, i cap a Estagell i Pasiòls, al nord-oest; així es formaren els barris de la Carrerada i el Veïnat d'Amunt. En aquesta primera perifèria es troben les dues Cava Cooperativa, el Cementiri i el Centre de Vacances. A les Planes i a la Miralla, a banda i banda d'aquesta sortida cap al nord-oest, es formà modernament un nou barri de cases aïllades, de l'estil dels lotissements tan habituals actualment a tot el Rosselló. En un d'aquests eixamples moderns, a prop de la carretera de Vingrau, hi ha el Museu de Talteüll - Centre Europeu de Prehistòria.

### Les Santes Puelles
La capella i antic poble de les Santes Puelles és a l'esquerra del Còrrec de les Santes, a ponent del poble de Talteüll, amb l'església de les Santes Puelles, construcció edificada el 1876 sobre una de més antiga, citada el 1292.

### L'Alentó
Al sud del territori comunal, a la dreta del Verdoble poc abans de la seva confluència en l'Aglí, hi havia hagut el lloc de l'Alentó, amb l'església de Sant Genís, parroquial a l'edat mitjana, i el Castell de l'Alentó, documentat anteriorment a Talteüll.

### Sant Martí de la Roca
És una altra capella desapareguda del terme de Talteüll. Documentada el 1157, era dalt de la cresta escarpada que li dona nom, on possiblement hi hagué un oppidum a l'antiguitat.

### El Castell de Talteüll
Situat en un esperó rocós al sud-est i damunt del poble actual, el Castell de Talteüll és en ruïnes, però conserva restes força importants. Entre les restes, la població primigènia de Talteüll. També hi havia l'església de Santa Maria del Castell de Talteüll, en alguna monografia esmentada com a la Santa Creu.

### La Torre del Far
Situada al sud-est del poble de Talteüll, en el cim més alt de la Serra de Talteüll, a ran del termenal amb Cases de Pena, la Torre del Far és una torre de guaita i de senyals medieval, de construcció romànica.

### La Cauna -o cova- de l'Aragó
Al nord del terme, en el vessant meridional del Planal de la Cauna d'Aragó, a prop a l'esquerra del Verdoble es troba la Cauna de l'Aragó -cova, en el parlar local. S'hi han trobat els vestigis humans més antics de tot Europa.

### Els masos del terme
Les construccions aïllades de Talteüll són l'Alberg del Mas de l'Alzina, o Mas de l'Alzina, abans Mas de l'Ullastre, tres cabanes sense nom,
la Casa Cantonyera, el Casot d'en Morat, dos cortals sense nom, el Cortal del Vernadàs, el Mas Cama, el Mas de la Devesa, el Mas -abans Cortal- de Foradada, el Mas de la Ursuleta, el Mas de les Fredes, el Mas d'en Cirac, el Mas d'en Domingo, el Mas d'en Gualart, el Mas d'en Janell, el Mas de la Pallassa, abans de l'Esperó, el Mas d'en Parès, el Mas d'en Peixoner, el Mas Peix, la Mesoneta i el Molí. Noms antics, ja en desús són els del Casot d'en Jambert, el Cortal de les Fredes, el Cortal d'en Benecís, el Cortal d'en Simeó, el Cortal d'en Víctor, o Mas d'en Carrabina, el Mas de la Balí, un altre Mas d'en Cirac, el Mas d'en Magre, un altre Mas d'en Parès, el Mas d'en Simó, el Mas d'en Víctor, el Mas Nou i la Teulera, o Teulera d'en Pietxó. El Cortal del Pas de Jalà, dit també simplement Pas de Jalà, és en ruïnes i el Mas d'en Saman i el Mas d'Espatllat són desapareguts (el darrer també és un nom antic). També hi havia el Dolmen del Camp de l'Arquet, desaparegut, que feia de senyal termenal que es coneix com a Barri o Piló del Camp de l'Arquet.

### Els cursos d'aigua
En el terme de Talteüll es troben dos cursos d'aigua al voltant dels quals s'organitzen les conques hídriques del terme. Tots dos, la Ribera de Maurí i el Verdoble, són afluents de l'Aglí, però llur desembocadura es dona ja fora del terme de Talteüll (exactament, en el d'Estagell. A ponent del terme discorre, procedent del terme de Maurí, a la Fenolleda, la Ribera de Maurí, que és termenal; els afluents per la seva banda esquerra procedeixen de Talteüll: el Còrrec de Riessols, el de la Plana, el Rec de la Devesa, que marca tota una vall a la meitat central-occidental del terme, en la qual es troben els còrrecs del Bac del Trompetaire, del Trauc de l'Olla, de la Font d'en Morat, de la Coma de les Mandres, de la Coma d'en Benecí, del Mollet, o del Grau de Mollet, del Mas de les Fredes, de la Brossa, del Mas Cama, del Mas Peix, del Serrat de la Devesa, del Clot de la Serra, de la Serra de Birà, del Clot de la Brosta, de la Perxa, de la Solana Gran, del Trauc del Colom, de la Solana Petita, del Marfullar (dos amb el mateix nom), de la Coma d'en Jofre, els dos de la Jaça d'en Biell, de la Serra Llarga, d'en Palairic, de Prat Batut, del Rodonar, de les Brugueres, de la Font d'en Morat, del Pla de les Ponces, del Bac de les Coves, de les Brugueres (dos més, a part de l'anterior), dels Marinols (dos de diferents), del Molar, de l'Estany Polit i de la Corbarola.
Més a llevant es troba la vall principal del terme, la del Verdoble, en el qual aflueix un bon munt de còrrecs: el de la Dou Candès de Cabrils, el d'en Saman, la Coma del Coll del Boix, el Còrrec del Mas d'en Saman, el del Fonoll, el de l'Argentinar, la Ribera de Vingrau, el d'Atrapaconills, el Còrrec de Fossalet, el de la Teulera, el de l'Esperó, el del Pontet Trencat, el de la Cabreta, el d'en Bernat, el del Gorner, el de la Cella, el dels Plançons, el del Bosquet, o de la Coma del Bosquet, el de les Clobagueres, el dels Pujols, el dels Prats, el de les Vinyes, el de les Canals, el de Coma Dalí, el de la Coma del Rei, el del Comijà, el de la Mollera, el de les Planes, el de la Coma del Bordell, la Mollera d'en Pomiès, del Mas d'en Simeó, del Mas de la Ursuleta, de la Bassa d'en Parès, del Roc de la Cest, abans de les Salines d'en Palairic, dels Cotius de la Balí, de la Coma del Gascó, de Mont-rodon, de les Santes, del Mas d'Espatllat, del Priorat, de la Vinya del Cantillar, de la Coma del Gascó, de la Viuda, del Devinar, del Coll de les Alzines, de la Coma dels Colls, de Picatalent, de la Pubilla, de Praximà, del Mas d'en Domingo, de la Coma del Mal Temps, la Coma del Comador, la Coma del Camp del Barbiu i el Còrrec de la Gironella.
A l'extrem nord del terme neix dins de Talteüll el Còrrec de Cabrils, que de seguida se'n va cap a Vingrau; a l'extrem oriental, de forma semblant, s'originen a Talteüll els còrrecs dels Clots de Dessús, de les Nou Boques, la Coma dels Conills, la Coma dels Aladers, la Coma del Sac i la Coma del Camp d'en Julià que, units, davallen cap a Salses. De la Serra de Talteüll baixen cap al terme de Cases de Pena tot de còrrecs: la Coma de Puig Burgat, o de les Pasteres, el Còrrec de la Coma de Forn Majester, el de la Coma dels Diners, la Coma de Roca Roja, la Coma de l'Eirola, la Coma de Trencabotells, la Coma de les Teixoneres, la Coma d'en Finestres, la Coma de l'Ignasi, la Coma dels Travassos, la Coma de les Egues, la Coma d'en Rabadà, la Coma del Forn del Cantillar i la Coma Gran de Jau.
La vall del Verdoble conté alguns canals d'irrigació: la Diga, o Resclosa del Rec del Mas de Jau, el Rec de la Plana, el Rec del Mas de l'Alzina, el Rec del Mas de Jau, la Resclosa del Rec del Mas de Jau i el Túnel del Rec de Jau.
Destaquen en el terme de Talteüll algunes fonts: Aigues Fredes (font mineral), la Font del Cortal de les Fredes i la Font d'en Rabadà.

### Orografia

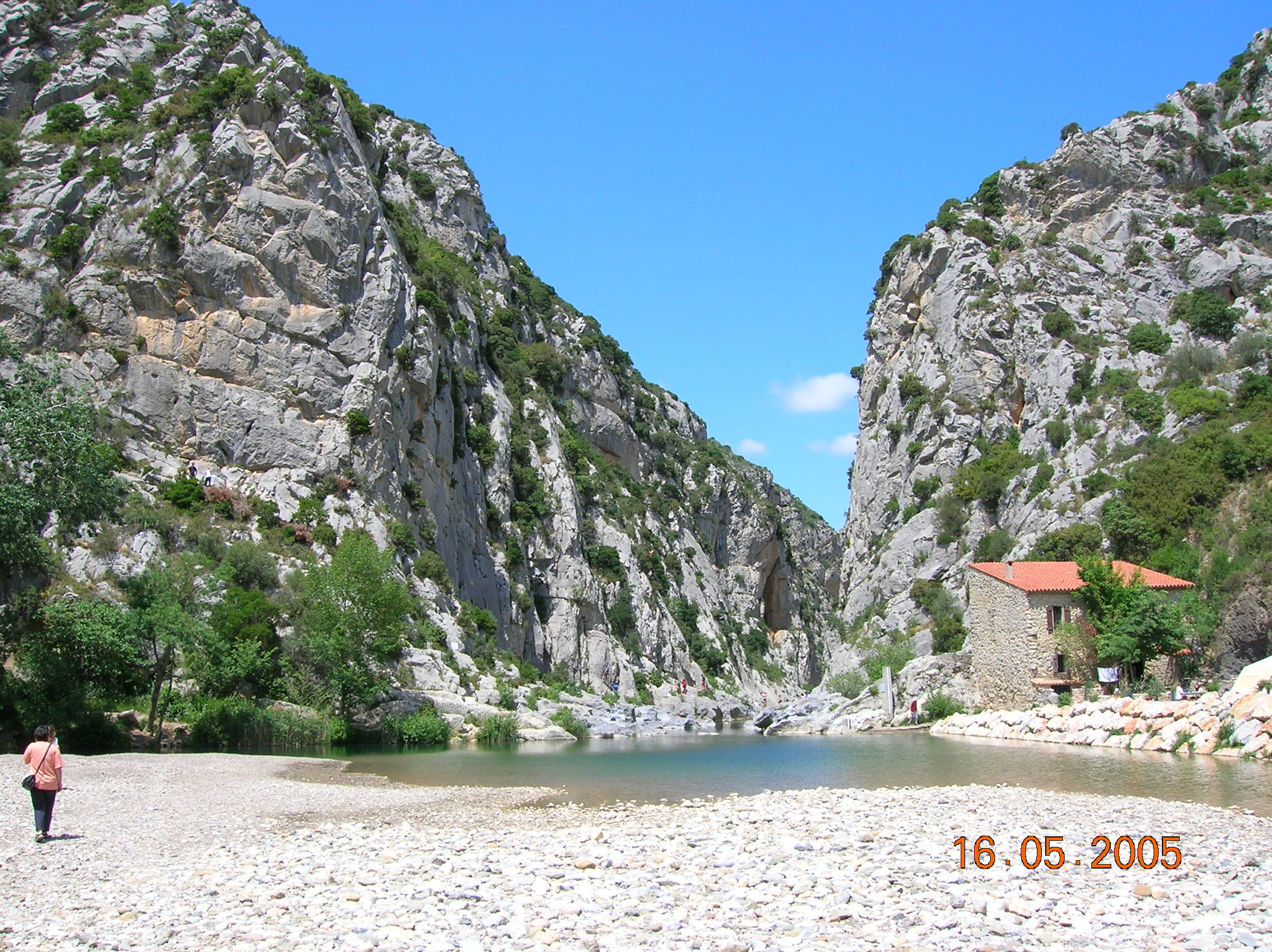
Les gorges dels Goleirós, prop de la Cauna de l'Aragó.

Alguns dels topònims de Talteüll indiquen formes de relleu, com ara bagues: el Bac de Cabrils, el Bac del Bosquet, el Bac de l'Eixau, el Bac de les Coves, el Bac del Trompetaire i el Bac de Mont-rodon; Boscs: el Bosc, el Bosc Comunal de Talteüll i el Bosc Departamental del Mas de l'Alzina; coves, aquí anomenades caunes: Cauna de l'Aragó, o de l'Aragué, Cauna de les Bruixes, Cauna d'en Jofre, Cauna d'en Llorenç; Clots: el Clot de la Brosta, els Clots de Dessús; colls: Collada Baixa, Collada Gran, Coll de la Jaça d'en Biell, Coll de l'Agueit, Coll del Boix, Coll de les Alzines, Coll de Guizalard, o dels Guizalard, Coll d'en Segalà; comes: Coma Dalí, Coma de la Viuda, Coma del Bordell, Coma del Bosquet, Coma de les Mandres, Coma del Gascó, Coma del Mal Temps, Coma del Rei, o Coma Cellera, Coma dels Colls, Coma dels Diners, Coma dels Jaçals, Coma d'en Benecí, Coma d'en Mateu; costes: la Costa, Costa de la Devesa, Costa del Bosquet, Costa de les Blanqueteres, Costa de les Carreres; gorges: Els Goleirós; muntanyes: Montoriol, Mont-rodon, Pic Burgat, o Puig Burgat, Pic de la Corona, o Puèg de la Corona, Puig Alt, el Puig d'en Pallat; plans: Pla de les Ponces, o la Ponça, la Plana, la Plana Baixa, la Plana de l'Arieja, el Planal de la Cauna d'Aragó, el Planal de la Gironella, el Planal de la Jaça dels Porcs, el Planal de l'Eriola, el Planal de les Comes, el Planal de les Teixoneres, el Planal de Mont-rodon, els Planals de Pic Burgat, el Planer de la Nereda, o, simplement, la Nereda, les Planes; ribes: la Riba del Bac, la Riba del Molí, la Riba del Priorat, les Ribes dels Marinols, les Ribes de Montoriol, les Ribes de Praximà; roques destacades: la Roca de Sant Martí, o, simplement, Sant Martí, Rocamor, la Roca Roja, Roc de Jau, Roc de la Cest, Roc del Mont de Sant Bernat, els Rocs Negres; serres i serrats: Serra de Birà, Serra de la Gironella, Serra de l'Argentinar, Serra dels Clots de Dessús, Serra de Montoriol, Serra d'en Cantallops, Serra de Talteüll, Serra Llarga, Serrat de la Devesa, Serrat de la Pubilla, Serrat del Gascó, o de la Coma del Gascó, Serrat del Mas, Serrat del Rec del Fonoll, Serrat dels Camps dels Barrots, Serrat dels Conills, Serrat d'en Cuix, Serrat de Trencabotells, Serrat Nalt, i solanes: la Solana Gran, la Solana Petita.

### El terme comunal

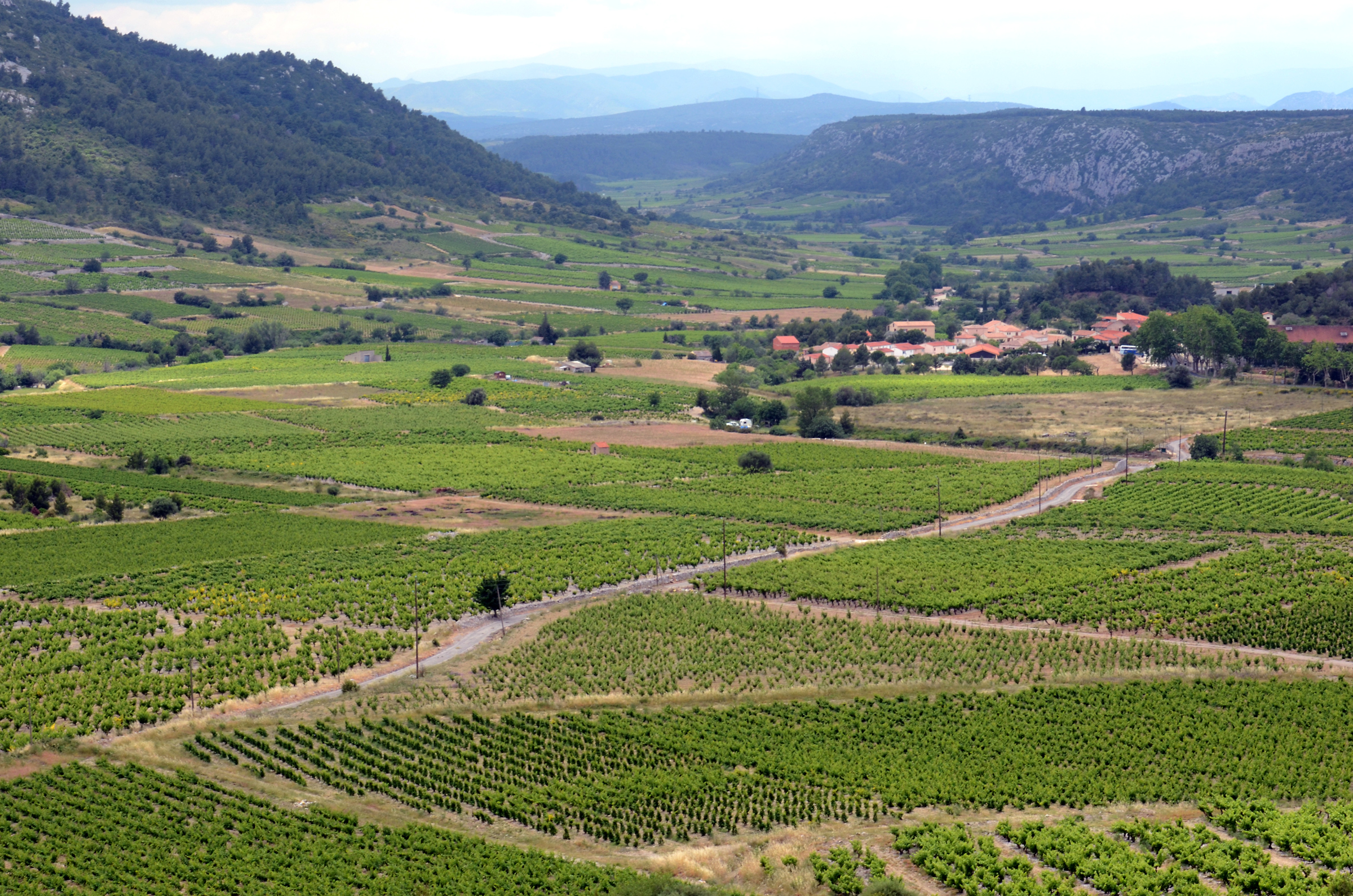
Talteüll i la seva plana, farcida de vinyes

Les partides cadastrals o indrets específics del terme de Talteüll són: l'Alentó, o l'Alentau, l'Alentó de la Cauna d'en Llorenç, els Barrencs, la Bassa Groga, el Boixetar, el Bonissó, la Bormora, el Brouar, la Brosta, les Brugueres (dues, en llocs diferents del terme), les Brugueres Altes, la Cabreta, les Cabretes, el Camí de les Moreres, el Camí de Pasiòls, el Camp de l'Ase, el Camp de l'Esperona, el Camp del Fossalet, o, simplement, el Fossalet, el Camp de l'Hort, el Camp del Plet, el Camp del Teuler, el Camp de Maniobres Militars, el Camp d'en Cuix, el Camp d'en Vaquier, el Camp Gran, el Camp Llarg, els Camps de la Font, les Canals, Can Palairic, Canta Perdius, la Cassanya, la Cella, el Cementiri, el Cementiri dels Moros, el Clau, les Clobagueres, les Colomines, el Cotiu d'en Llobet, la Cressa, Dejús el Devinar (nom antic, en desús), la Devesa (dues de diferents), el Devinar, Dessús de la Devesa, l'Estany Polit, el Fornàs, les Fredes, o les Aigues Fredes, la Gironella, la Gironella Baixa, el Gorner, les Hortes, la Jaça d'en Biell, les Jacetes, els Manglaners, el Marfullar, Marinols, el Mas, el Mas de la Devesa, el Mas de l'Alzina, abans de l'Ullastre, el Mas de les Fredes, el Mas de la Ursuleta, el Mas d'en Cirac, el Mas d'en Domingo, el Mas d'en Parès, el Mas d'Espatllat, la Miralla, el Molar, la Molera, la Mollera d'en Pomiès, l'Oliveda Gran, les Olivedes, el Pas de Jaià, el Pas de la Vaca, les Pedreres de la Coma d'en Mateu, les Pedreres de l'Alentó, les Pedreres de la Serra de Talteüll, les Pedreres de les Nou Boques, Picatalent, els Plançons, la Platja d'en Julià, el Prat Batut, els Prats, Praximà, el Priorat, els Pujols, el Rec del Fonoll, Riessols, el Rodonar, les Salines, les Santes Puelles, Sant Martí, la Teulera, el Trauc del Colom, el Trauc de l'Olla, els Travessos, les Vinyes i les Vinyes del Rec del Fonoll. Alguns dels topònims indiquen senyals termenals: el Cim de la Gironella Petita, el Cim del Roc dels Diners, o Roc dels Diners, o Creu del Roc dels Diners, la Pedra Dreta, el Piló de la Gironella, el Piló del Coll dels Guizalard, el Piló de les Nou Boques, Puig Pilà, Roc de Jau, el Trauc del Colom i la Vinya del Bessó (nom antic).

## Transports i comunicacions
Travessen el terme comunal de Talteüll cinc carreteres departamentals: la D - 9 (D - 117, a Talteüll - D - 21, a Caramany), que travessa el terme de Talteüll entrant pel nord, procedent de Vingrau i en direcció sud-oest, s'aboca en la carretera D - 117 a prop del límit amb el terme d'Estagell.
La D - 59 (D - 117, a Cases de Pena - D - 611, a Talteüll), uneix els pobles de Cases de Pena i Talteüll, des d'on té continuïtat cap al nord-oest per anar a buscar la carretera que duu a Estagell, cap al sud-est, i a Pasiòls, cap al nord-est.
La D - 69 (D - 117, a Talteüll - Límit dels Països Catalans a Talteüll / Maurí), que passa per l'extrem oest del terme comunal, i no té cap enllaç directe amb el nucli de Talteüll.
Finalment, la D - 611 (D - 117, a Estagell / Maurí - Límit dels Països Catalans a Talteüll / Pasiòls), que passa pel sector occidental del terme, sense afectar el nucli urbà, amb el qual enllaça a través de la D - 59.
Talteüll està inclòs en la línia 12 de la Compagnie de Transports Perpignan Méditerranée, Perpinyà - Vingrau, que uneix aquestes dues poblacions passant pel Vernet, Ribesaltes, Espirà de l'Aglí, Cases de Pena, Estagell, Talteüll i Vingrau. Ofereix nou serveis diaris en direcció a Perpinyà i deu cap a Vingrau, de dilluns a dissabte. El diumenge i els dies de festa, té dos serveis en cada direcció.

### Els camins del terme
La major part de camins del terme de Talteüll enllaça llocs de l'interior del terme comunal. Així, s'hi troben el Camí de Can Pelairic, abans del Forn de Can Pelairic, el de Coma Dalí, el de Foradada, el d'Alentó, el de la Plana Baixa, el de la Riba del Bac, el de la Solana, el de la Torre, el del Bac de Cabrils, el del Bouar, el del Camp de l'Ase, el del Cotiu d'en Llobet, el de les Fredes, el de les Hortes, el del Mas d'en Cairol, el del Mas d'en Domingo, el del Mas d'en Janell, el del Mas d'en Parès, el del Mas d'en Simó, el del Molar, el del Pla de les Ponces, el del Serrat dels Barrots, el del Serrat Nalt, el dels Prats, el dels Pujols, el de Marinols, el de Rocamor, o del Bac, el dCamí Vell del Mas de les Fredes, el Camí Vell del Mas d'en Cairol, la Carrerada de la Costa, la Carrerada del Mas de les Fredes i la Ruta del Mas de les Fredes, abans Camí de la Plana.
Els altres camins existents enllacen Talteüll amb els pobles i termes veïns, tant catalans com occitans: Camí de Cases de Pena, Camí de Cases de Pena del Mas de l'Alzina, el Camí de Ferro (tram del ferrocarril que passa pel terme de Talteüll), el Camí de la Dona Morta, o de Cases de Pena, el Camí d'Estagell a la Devesa, el Camí de Maurí a Pasiòls, el Camí de Padern, el Camí de Pasiòls, el Camí de Talteüll a Vingrau, el Camí de Cases de Pena a Vingrau, la Carrerada, o Camí de Riessòls, la Ruta de Cases de Pena, la Ruta de Pasiòls, abans Camí de la Foradada, la Ruta d'Estagell i la Ruta de Vingrau.

## Activitats econòmiques

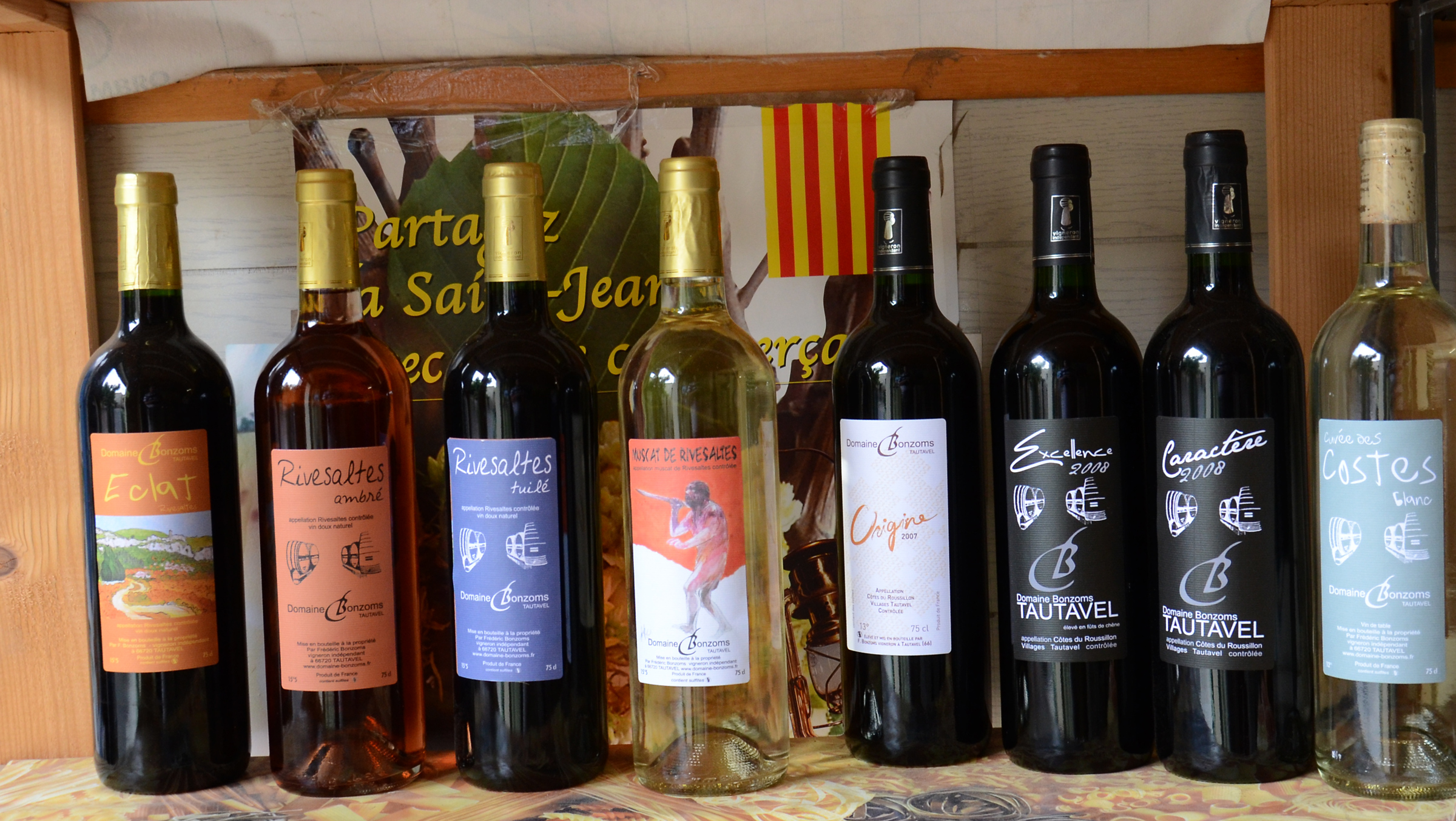
Els vins de Talteüll

El terme de Talteüll és molt pedregós, en bona part trencat, per la qual cosa l'agricultura hi té una presència relativament petita, sobretot comparant-ho amb els altres termes del Rosselló: no arriben a 1.000 les hectàrees conreades, sobretot per a la vinya. Quasi tot, dins de vins de denominació d'origen controlada. Al sud-est del terme hi ha una gran extensió de vinyers que són propietat de vinyaters La presència d'albercoquers i d'oliveres és pràcticament testimonial. Hi ha un celler cooperatiu, i els darrers anys s'ha fomentat el turisme, sobretot a través de l'explotació de les troballes de la Cauna de l'Aragó.
Als altiplans calcaris de l'extrem de ponent de la Serra de Talteüll, a la zona sud-occidental del terme, hi ha pedreres que obtenen pedra per a l'elaboració de pols de marbre, de manera que han deixat profunds senyals en la geografia de Talteüll, a més d'augmentar la pol·lució del Rosselló amb les seves partícules de marbre en suspensió. Les empreses que les exploten són totes de fora de la Catalunya Nord.

## Història

### Prehistòria
Deixant a part les nombroses restes trobades a la Cauna de l'Aragó, han estat trobades també restes de ceràmica del Neolític a l'anomenat abric Harvart

### Edat mitjana
El comte Bernat Tallaferro de Besalú donava el 1011 al seu fill Guillem el castell de Taltevul i les viles de Calentad i Vingrau, així com les terres del Rasès que havia rebut en donació de Pere de Carcassona, bisbe de Girona. A la mort del comte, un altre document confirmava les donacions de Taltevolo, amb Alentad i Evingrad, i hi precisava que eren al límit del Rosselló amb el Narbonès, que arribava al Puig d'Aguilar. Consta també que eren dins del territori del bisbat de Narbona, cosa que indica que inicialment pertanyien al Perapertusès. Tanmateix, els comtes de Besalú, així com els seus successors, conservaren aquests llocs, que ja poc més tard apareixen lligades al bisbat d'Elna, com a elements importants de la seguretat de la frontera a ponent d'Òpol i Salses.
A principis del segle xiii Talteüll era infeudat als Vernet, que posseïen feus a la Salanca i al Riberal. Ponç IV de Vernet fou condemnat per catarisme, per la qual cosa el seu fill, Ponç V de Vernet permutà amb el comte Ponç IV d'Empúries el seu feu de Talteüll pel de Cadaqués, per tal d'allunyar-se'n. El 1269 el comte d'Empúries venia aquest feu a l'infant Jaume, futur Jaume II de Mallorca, el qual l'infeudava poc després a Guillem de Talteüll. Els seus descendents encara consten els anys 1291 i 1295, però poc després tornava sota el domini reial. El 1352 passava a mans de Francesc de Perellós, i així els recentment nomenats vescomtes de Rueda i de Perellós dominaven Talteüll fins al 1376. Aquell any Pere el Cerimoniós el cedia al vescomte d'Illa i de Canet, Andreu de Fenollet. El 1382 consta la senyoria compartida de Talteüll entre Andreu de Fenollet, Berenguer de Perapertusa, senyor d'Ortafà, i Bernat de Vilacorba, fins que el 1387 era atribuït en exclusivitat al d'Ortafà. Encara, vers 1418 el lloc i castell de Talteüll tornaven a domini reial. Al llarg del segle xv hi consten diversos castlans: Roger Sanespleda, senyor de les Fonts, Gaucelm de Bellcastell, fins que poc abans d'acabar aquest segle Talteüll pervingué a Francesc d'Oms, senyor de Tatzó d'Avall, casat amb Gallarda de Bellcastell.

### Edat Moderna
Els d'Oms en foren senyors fins que el 1653 el rei francès Lluís XIV confiscà els seus béns a la Catalunya Nord a Emmanuel d'Oms, per la seva fidelitat a Felip III (i IV de Castella). La confiscació anà acompanyada de la destrucció del castell. Aleshores, Talteüll passà a mans d'Alexandre del Vivièr, senyor de Montfort i de Rasiqueres, fins que el 1696 l'adquiria Antoine Hertaud de Beaufort. El 1754 el seu net, Joseph Antoine de Beaufort, venia Talteüll a Maurici Lacreu, doctor en lleis d'Illa, que era creditor seu, i, posteriorment, encara fou cedit a Francesc Ignasi de Bon, marquès d'Aguilar, mort el 1792, just abans que fossin abolits els senyorius amb la Revolució Francesa.

## Demografia

### Demografia antiga
La població està expressada en nombre de focs (f) o d'habitants (h)
| Evolució demogràfica de Talteüll entre 1355 i 1790 | Evolució demogràfica de Talteüll entre 1355 i 1790 | Evolució demogràfica de Talteüll entre 1355 i 1790 | Evolució demogràfica de Talteüll entre 1355 i 1790 | Evolució demogràfica de Talteüll entre 1355 i 1790 | Evolució demogràfica de Talteüll entre 1355 i 1790 | Evolució demogràfica de Talteüll entre 1355 i 1790 | Evolució demogràfica de Talteüll entre 1355 i 1790 | Evolució demogràfica de Talteüll entre 1355 i 1790 | Evolució demogràfica de Talteüll entre 1355 i 1790 | Evolució demogràfica de Talteüll entre 1355 i 1790 | Evolució demogràfica de Talteüll entre 1355 i 1790 | Evolució demogràfica de Talteüll entre 1355 i 1790 | Evolució demogràfica de Talteüll entre 1355 i 1790 | Evolució demogràfica de Talteüll entre 1355 i 1790 | Evolució demogràfica de Talteüll entre 1355 i 1790 | Evolució demogràfica de Talteüll entre 1355 i 1790 |
| 1355                                               | 1359                                               | 1365                                               | 1378                                               | 1470                                               | 1515                                               | 1553                                               | 1643                                               | 1709                                               | 1720                                               | 1730                                               | 1755                                               | 1767                                               | 1774                                               | 1789                                               | 1790                                               |                                                    |
| -------------------------------------------------- | -------------------------------------------------- | -------------------------------------------------- | -------------------------------------------------- | -------------------------------------------------- | -------------------------------------------------- | -------------------------------------------------- | -------------------------------------------------- | -------------------------------------------------- | -------------------------------------------------- | -------------------------------------------------- | -------------------------------------------------- | -------------------------------------------------- | -------------------------------------------------- | -------------------------------------------------- | -------------------------------------------------- | -------------------------------------------------- |
| 36 f                                               | 44 f                                               | 36 f                                               | 38 f                                               | 9 f                                                | 12 f                                               | 14 f                                               | 11 f                                               | 57 f                                               | 49 f                                               | 77 f                                               | 275 h                                              | 49 f                                               | 215 f                                              | 80 f                                               | 410 h                                              |                                                    |

Font: Pélissier 1986

### Demografia contemporània
| Evolució de la població |      |      |      |      |      |      |      |      |
| 1793                    | 1800 | 1806 | 1821 | 1831 | 1836 | 1841 | 1846 | 1851 |
| 448                     | 476  | 477  | 592  | 704  | 688  | 710  | 677  | 724  |

| 1856 | 1861 | 1866 | 1872 | 1876 | 1881  | 1886 | 1891  | 1896  |
| ---- | ---- | ---- | ---- | ---- | ----- | ---- | ----- | ----- |
| 742  | 826  | 862  | 882  | 880  | 1.028 | 985  | 1.057 | 1.136 |

| 1901  | 1906  | 1911  | 1921  | 1926  | 1931  | 1936  | 1946  | 1954 |
| ----- | ----- | ----- | ----- | ----- | ----- | ----- | ----- | ---- |
| 1.201 | 1.225 | 1.118 | 1.151 | 1.129 | 1.140 | 1.142 | 1.041 | 925  |

| 1962 | 1968 | 1975 | 1982 | 1990 | 1999 | 2007 | 2008 | 2012 |
| ---- | ---- | ---- | ---- | ---- | ---- | ---- | ---- | ---- |
| 978  | 947  | 776  | 654  | 738  | 851  | 903  | 918  | 869  |

| 2013 |
| ---- |
| 878  |

Fonts: Ldh/EHESS/Cassini fins al 1999, després INSEE a partir deL 2004

### Evolució de la població

Població 1962-2008

## Administració i política

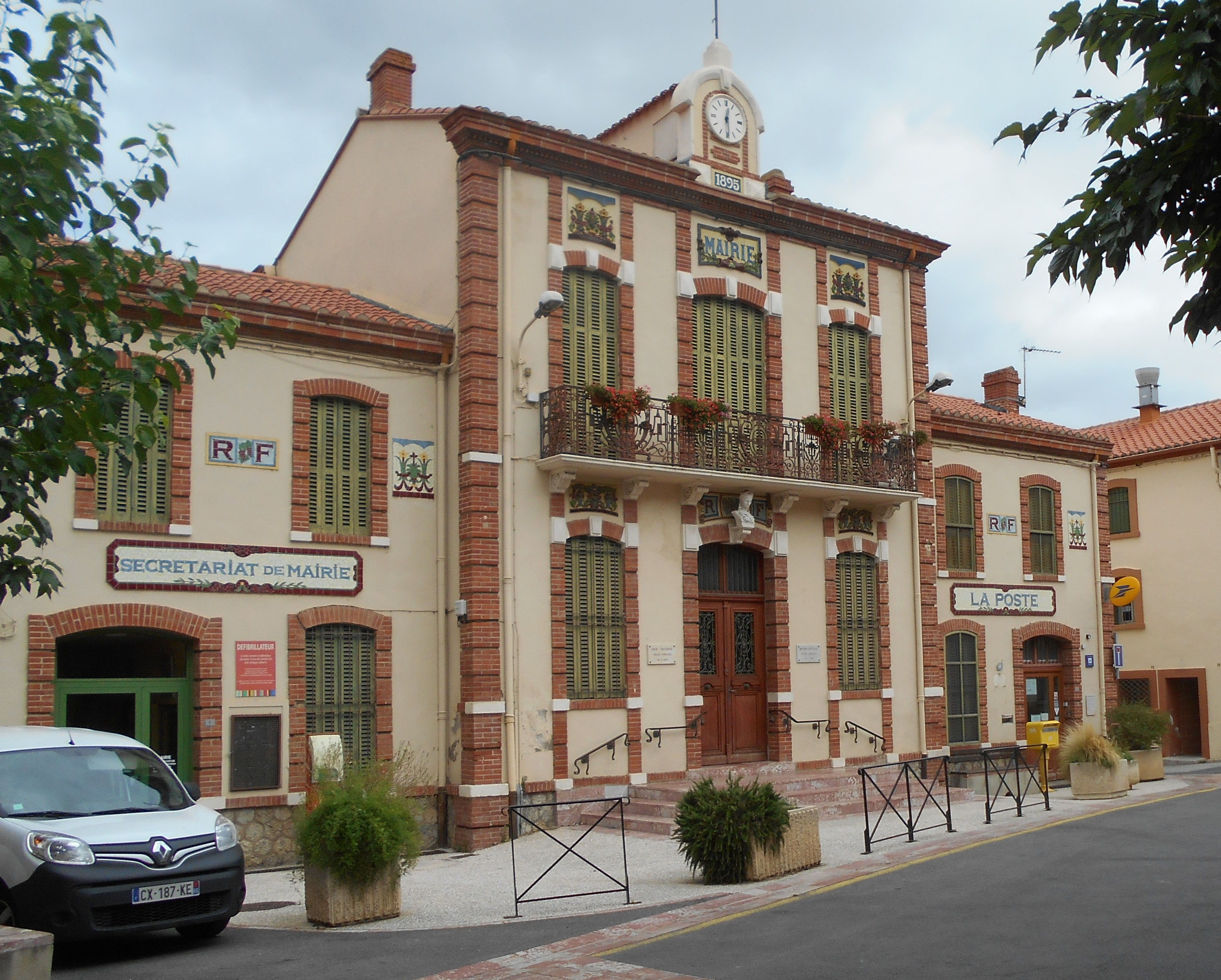
La Casa del Comú

### Batlles[15]
| Període                       | Nom                | Opció política     | Comentaris        |
| ----------------------------- | ------------------ | ------------------ | ----------------- |
| 1852 - 1865                   | Alexis Chichet     |                    |                   |
|                               |                    |                    |                   |
| 1913 - 1943                   | Joseph Bénet       | Radical Socialista |                   |
| 1943 - 1945                   | Delegació especial |                    |                   |
| 1945 - 1965                   | Joseph Bénet       | Radical Socialista |                   |
|                               |                    |                    |                   |
| Març del 1978 - Moment actual | Guy Ilary          | DVD                | Conseller general |

### Legislatura 2014 - 2020

#### Batlle
- Guy Ilary.

#### Adjunts al batlle
- 1a: Francine Ripoll
- 2n: Roger Gili
- 3r: François Molina
- 4a: Laurence Pubill.

#### Consellers municipals
- Francis Alis
- Catherine Bastoul
- Philippe Beaumont
- François Frou
- Gérald Margueron
- Jean-Luc Rafart
- Agnès Ragot
- Françoise Raxach
- Jean Razungles
- Hélène Sanchez.

## Agermanaments
A causa de l'antiguitat dels vestigis humans trobats a les dues poblacions, Talteüll està agermanada des del 25 de juny del 2005 amb el poble andalús d'Orce, on es va trobar l'Home d'Orce.

## Cultura

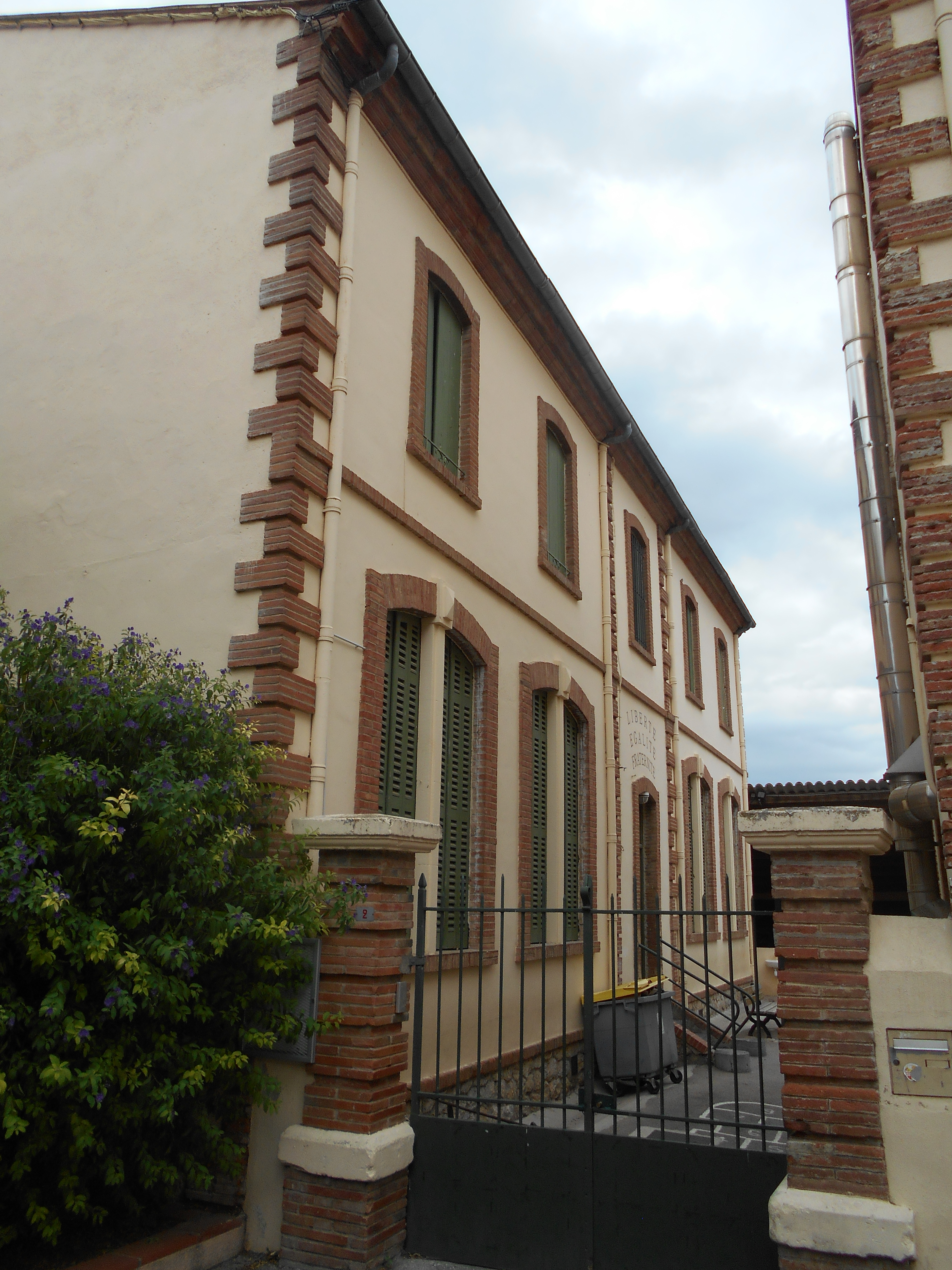
Les escoles de Talteüll

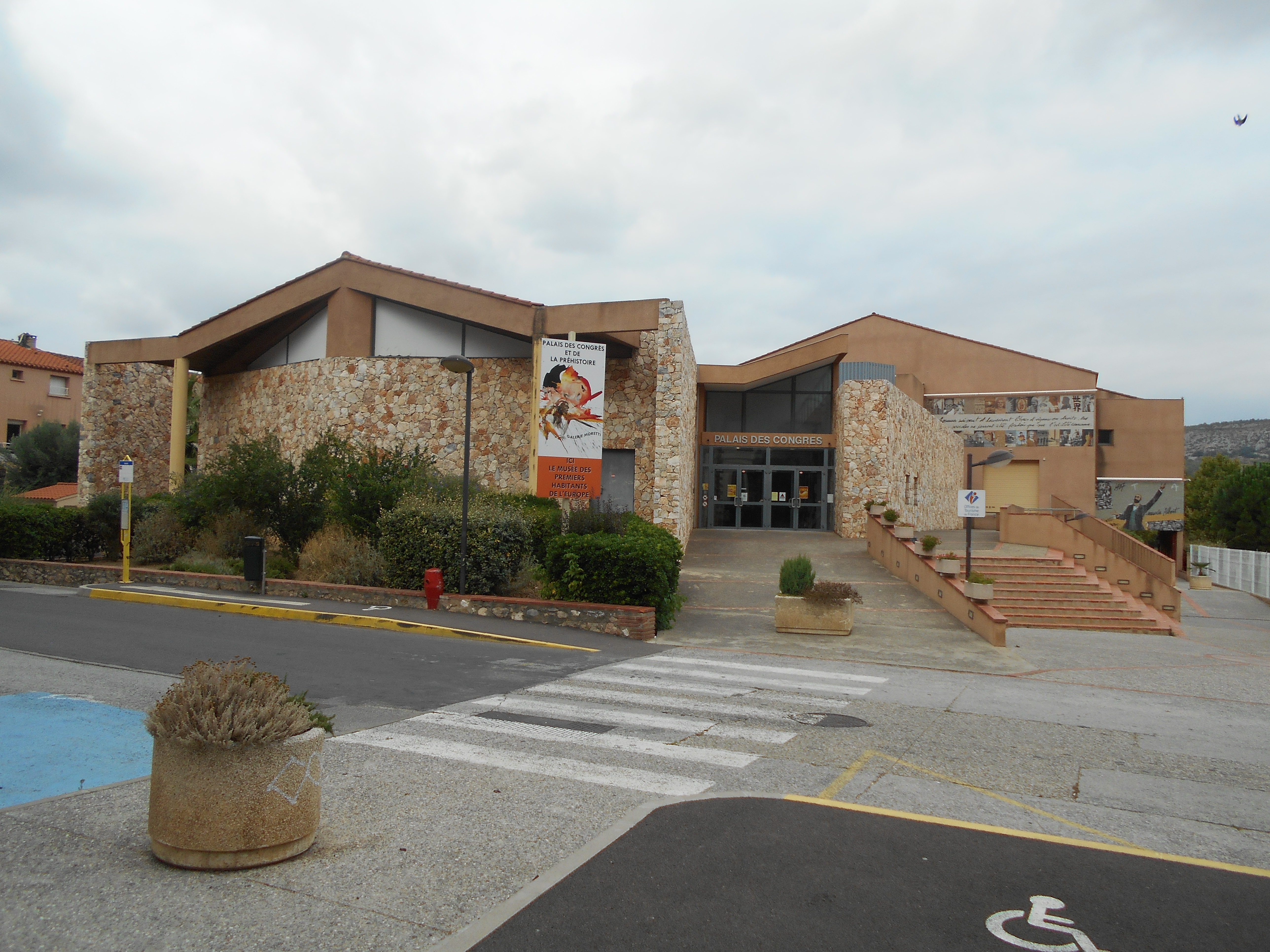
Palau de Congressos de Talteüll

Talteüll disposa d'una escola maternal i una de primària integrades en el mateix complex escolar, però amb entrades diferenciades. La secundària, els i les estudiants de Talteüll l'han d'anar a cursar als col·legis d'Espirà de l'Aglí (privat), Estagell, Perpinyà, Ribesaltes, Sant Esteve del Monestir o el Soler, mentre que el batxillerat s'ha de cursar en els liceus de Perpinyà o Ribesaltes (tècnic agrícola).
D'altra banda, Talteüll té instal·lacions molt notables relacionades amb el món de la cultura. Hi ha el Museu de Talteüll - Centre Europeu de Prehistòria, que, a més del magnífic museu, compta amb un Palau de Congressos, en el qual s'exposen temàtiques relacionades amb la prehistòria europea.
La Cauna de l'Aragó manté activitat de prospeccions arqueològiques constantment, cosa que fa calgui esmentar la mateixa cova com un dels centres culturals vius de la comuna.

### Cultura popular i tradicional

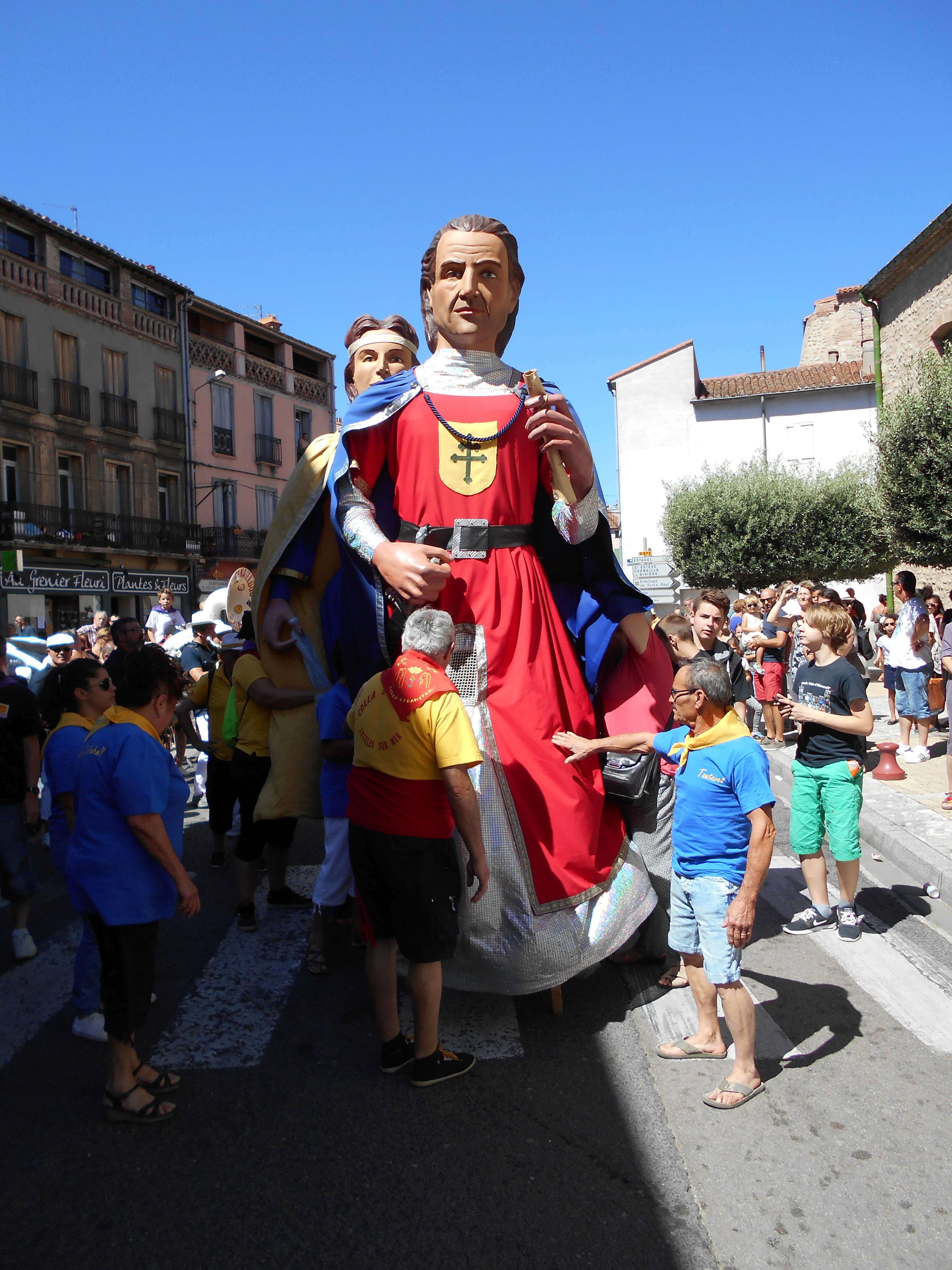
El Comte Tallaferro, gegant de Talteüll

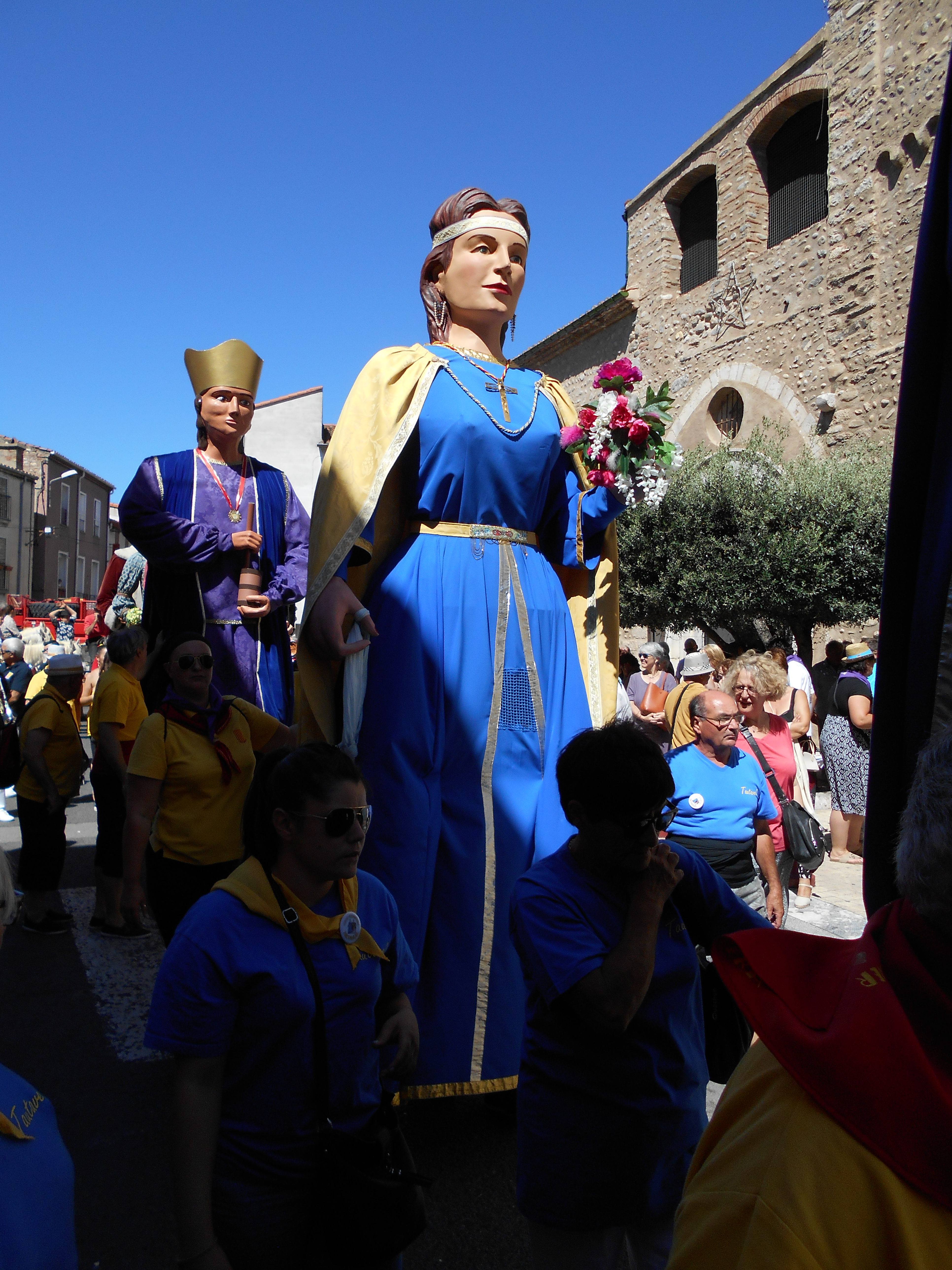
Toda de Provença, geganta de Talteüll

A Talteüll tenen una parell de gegants festius, que representen les figures del comte Tallaferro i la seva muller Toda de Provença, que foren senyors de Talteüll a principis del segle xi. Bernat Tallaferro fou comte de Besalú i de Ripoll, que incloïa el Capcir i el Donasà, on en aquell moment era inclòs Talteüll. Fill d'Oliba Cabreta i pare, amb Toda de Provença, de vuit fills, fou un dels homes més influents dels seus tems. Jacint Verdaguer el convertí en un dels personatges mítics del poema Canigó.